# Patnos
Patnos (en arménien Բադնոց, Badnots) est une ville et un district de la province d'Ağrı dans la région de l'Anatolie orientale en Turquie. Le fameux barrage de Patnos, participant à la production hydroélectrique de la Turquie, se retrouve dans cette ville.